# Anopheles kleini
Anopheles kleini este o specie de țânțari din genul Anopheles, descrisă de Rueda în anul 2005.
Este endemică în South Korea. Conform Catalogue of Life specia Anopheles kleini nu are subspecii cunoscute.